# Chiesa dell'Assunzione della Beata Vergine Maria (Medole)

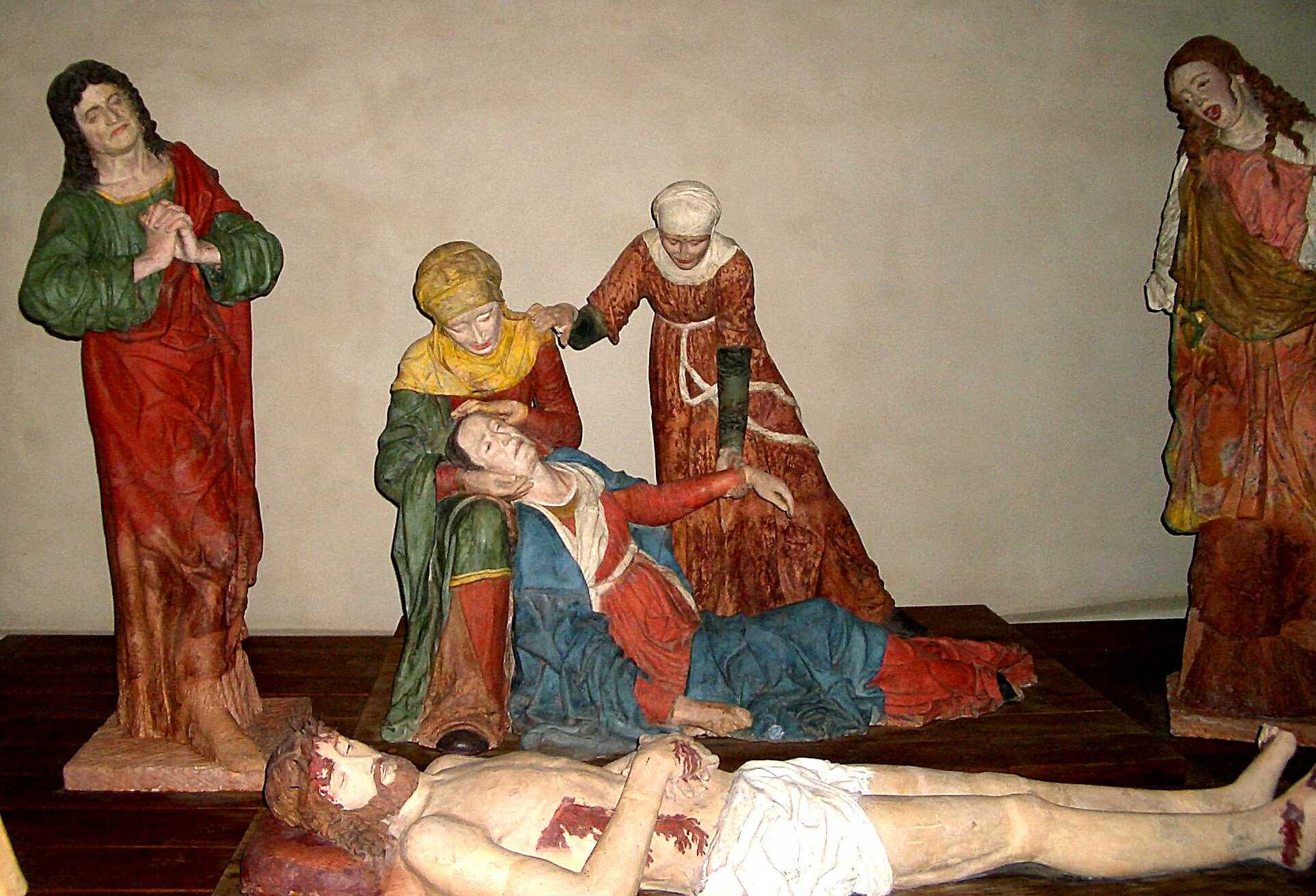
Compianto sul Cristo morto, 1480-1490.

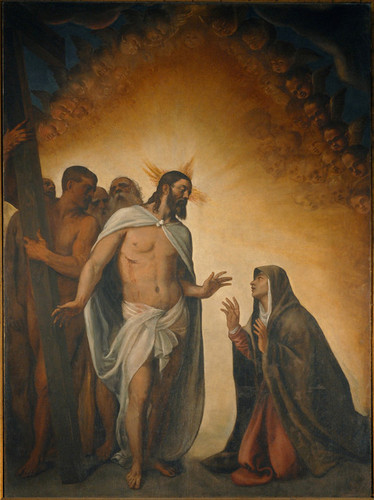
Tiziano, Il Risorto appare alla Madre, 1554.

La chiesa dell'Assunzione della Beata Vergine Maria è un edificio religioso situato nel comune di Medole, in provincia e diocesi di Mantova; fa parte del vicariato di San Luigi.

## Storia e descrizione
Ignota è la data di fondazione della chiesa. L'interno, lungo 42,92 m, si presenta a tre navate suddivise da colonne in marmo e sui lati sono presenti numerose cappelle.
Al suo interno sono custodite le reliquie di San Vittorio.

## Opere d'arte
- Compianto sul Cristo morto, gruppo in terracotta dipinta, databile agli anni 1480-90 circa ed attribuito ad uno scultore prossimo ad Andrea Mantegna;
- Il Risorto appare alla Madre, pala d'altare opera di Tiziano, 1554;
- Altare maggiore in marmi policromi, del XVIII secolo.